# Helianthemum maritimum
Helianthemum maritimum är en solvändeväxtart som beskrevs av Auguste Nicolas Pomel. Helianthemum maritimum ingår i släktet solvändor, och familjen solvändeväxter. Inga underarter finns listade i Catalogue of Life.